# Bráfim
Bráfim (oficialmente en catalán Bràfim) es un municipio de la comarca del Alto Campo en la provincia de Tarragona, comunidad autónoma de Cataluña, en España.

## Historia
Se han encontrado restos de la época romana. Un edificio importante es el Santuario de Nuestra Señora de Loreto que es de finales del siglo XIX y de estilo neorrománico. La iglesia del pueblo está dedicada a su patrón San Jaime y es de finales del siglo XVII. La fiesta mayor se celebra el día 25 de julio.
Fue en ese pueblo donde se creó el grupo Oi! The Arrase.

## Toponimia
Sobre el origen del nombre existen dos teorías. 
- Algunos dicen que procede de la época de dominio árabe apareciendo en el siglo X como Abrahim y en el siglo XVI como Abràfim Bràfim.
- Existen otras teorías de otros historiadores que dicen que el origen es del nombre judío Ibrahim.

## Símbolos

### Escudo
Escudo losanjado: de sinople, una ermita de sable cerrada de argén resaltando sobre un bordón de peregrino de oro puesto en barra con la calabaza anaranjada. Por timbre, una corona mural de villa.
Fue aprobado el 15 de abril de 2003 y apareció en el DOGC el día 9 de mayo de 2003 con el número 3880.
La ermita es una señal tradicional de Bráfim, posiblemente una referencia al santuario de Santa María de Loreto, que se encuentra en el municipio. El bordón de peregrino y la calabaza son los atributos de San Jaime, patrón de la villa.

## Geografía humana

### Demografía
Cuenta con una población de 696 habitantes (INE 2024).
| Gráfica de evolución demográfica de Bráfim entre 1842 y 2021                                                          |
| |
| Población de derecho según los censos de población del INE. Población de hecho según los censos de población del INE. |

### Evolución demográfica
| 1132                       | 940 | 683 | 574 | 650 | 652 |
| (Fuente: [cita requerida]) |     |     |     |     |     |

- Gráfico demográfico de Bráfim entre 1717 y 2006

1717-1981: población de hecho; 1990- : población de derecho

### Economía
Durante mucho tiempo la principal actividad económica ha sido la agricultura de secano. La actividad agrícola más importante es la viña, aunque también hay plantaciones importantes de olivos. También hay una parte dedicada a la agricultura de regadío, con árboles frutales tipo cerezos. Existe una cooperativa agrícola llamada Agrícola i Caixa Agrària i Secció de Crèdit de Bràfim SCCL. 
El término municipal también cuenta con un polígono industrial.

## Administración y política
| Periodo   | Nombre                    | Partido |
| --------- | ------------------------- | ------- |
| 1999-2003 | Montserrat Ruiz Cardellà  |         |
| 2003-2007 | Joan Josep Raventós Coral | CiU     |
| 2007-2011 | Joan Josep Raventós Coral | CiU     |

## Hermanamientos
Bráfim está hermanado con:
- Prayssac, Francia.

## Personas destacadas
Mariano Martí, Obispo de la diócesis de Puerto Rico y de sus anexos insulares y continentales del oriente venezolano (1761-1769) y luego obispo de la diócesis de Venezuela (1770-1792), realizó vastas y minuciosas visitas pastorales de ambas diócesis, recorriendo así una gran extensión del actual territorio venezolano, con la excepción de una parte de la región barinesa en los llanos y de la zona Mérida-Táchira en los Andes. En Venezuela escribió una relación geográfico-histórica que ha sido fundamental para conocer la historia de Venezuela en el siglo XVIII.